# Liščí vrch
Liščí vrch (611 m n.p.m.) (cz. Liščí vrch) – góra w północno-zachodnich Czechach, w Sudetach Środkowych, w Górach Kamiennych, w paśmie Gór Suchych (cz. Javoří hory).
Wzniesienie położone w Sudetach Środkowych, w Górach Kamiennych, we wschodniej części pasma Gór Suchych, w bocznym grzbieciku, odchodzącym ku południowemu zachodowi od głównego grzbietu Gór Suchych, między masywami Czarna-Słoneczna Kopa a Głowy i przechodzącym przez Rudný vrch. Tworzy południowe zakończenie masywu Rudneho vrchu. Na południe od szczytu znajduje się miejscowość Šonov. Na północny wschód, grzbietem Gór Suchych biegnie polsko-czeska granica państwowa. Cały masyw znajduje się w Obszarze Chronionego Krajobrazu Broumovsko.
Jest to wzniesienie zbudowane z permskich skał wylewnych - melafirów (trachybazaltów), należących do północno-wschodniego skrzydła niecki śródsudeckiej.
Szczyt porośnięty lasem świerkowym regla dolnego. Poniżej szczytu rozciągają się pola, łąki i nieużytki.